# روابط ارمنستان و ایالات متحده آمریکا

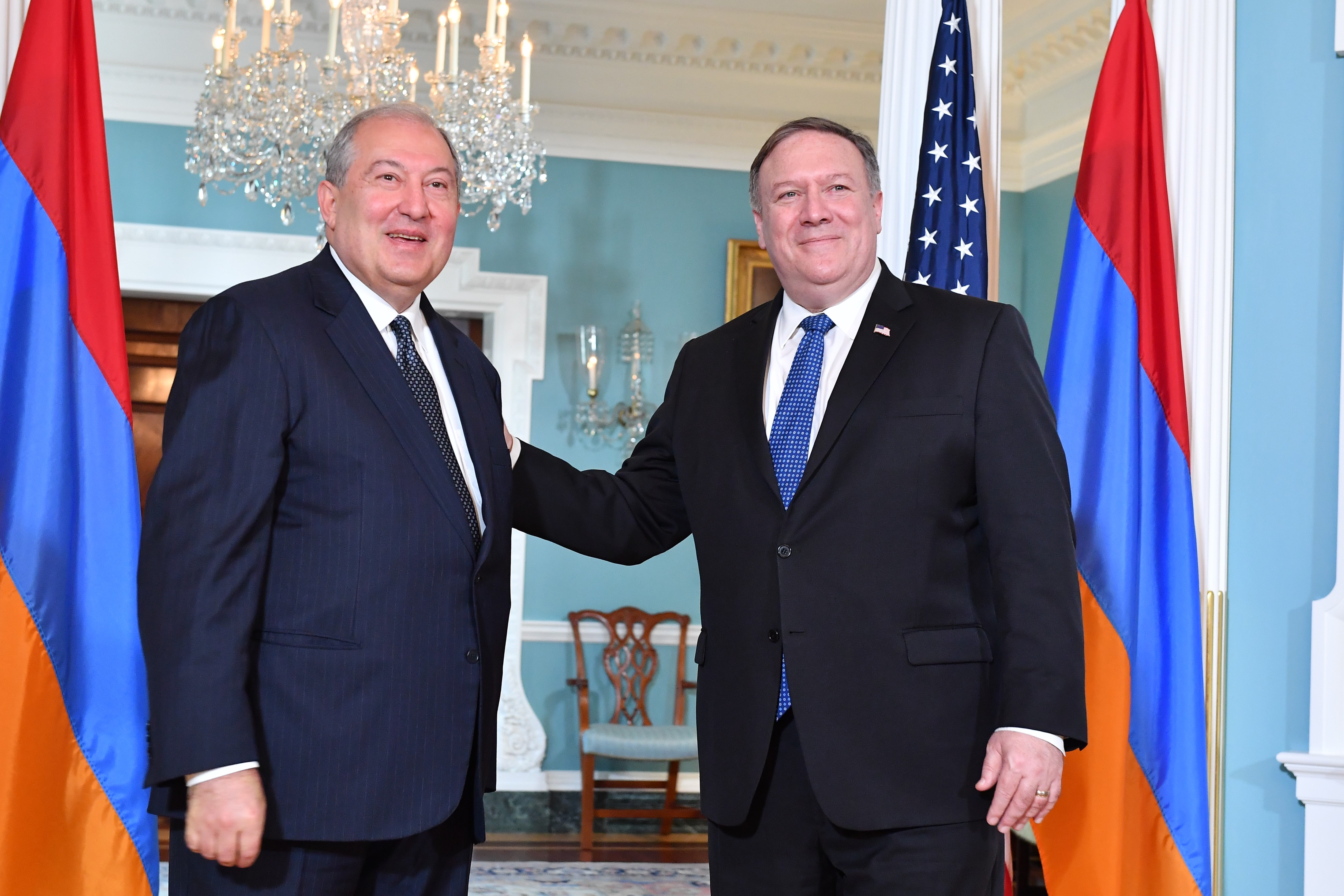
مایک پمپئو وزیر امور خارجه آمریکا در ژوئن ۲۰۱۸ با آرمن سرکیسیان رئیس‌جمهور ارمنستان در واشینگتن دی سی دیدار کرد.

انحلال اتحاد جماهیر شوروی در دسامبر ۱۹۹۲ به جنگ سرد پایان داد و فرصتی را برای روابط دوجانبه ایالات متحده با ارمنستان و سایر کشورهای مستقل جدید (NIS) ایجاد کرد زیرا آنها یک تحول سیاسی و اقتصادی را بر مبنای استقلال جدید خود آغاز کردند. ایالات متحده استقلال ارمنستان را در ۲۵ دسامبر ۱۹۹۱ به رسمیت شناخت و در فوریه ۱۹۹۲ سفارت خود را در شهر ایروان پایتخت ارمنستان افتتاح کرد.
ایالات متحده تلاشی هماهنگ برای کمک به ارمنستان و سایر NIS در طول گذار دشوار آنها از اقتدارگرایی و اقتصاد دستوری به دموکراسی و بازارهای باز انجام داده‌است. سنگ بنای این مشارکت مستمر، قانون حمایت از آزادی برای روسیه و دموکراسی‌های نوظهور اوراسیا و بازارهای باز (FREEDOM) است که در اکتبر ۱۹۹۲ به تصویب رسید. بر اساس این برنامه و سایر برنامه‌ها، ایالات متحده تا به امروز نزدیک به ۲ میلیارد دلار کمک بشردوستانه و فنی به ارمنستان ارائه کرده‌است.
در ۲۷ مارس ۲۰۰۶، ارمنستان قرارداد چالش هزاره را با ایالات متحده امضا کرد. این توافقنامه در ۲۹ سپتامبر سال ۲۰۰۶ لازم الاجرا شد. در صورتی که دولت ارمنستان در معیارهای عملکرد سیاست مورد توافق دوجانبه (فساد، حکمرانی عادلانه و سرمایه‌گذاری بر روی مردم) پیشرفت کند، این توافقنامه ۲۳۵ میلیون دلار در طول پنج سال به ارمنستان برای کاهش فقر روستایی از طریق بهبود راه‌های روستایی و شبکه‌های آبیاری اختصاص می‌دهد.
بر اساس گزارش سال ۲۰۱۶ رهبری جهانی ایالات متحده، ۴۲ درصد از ارامنه رهبری ایالات متحده را تأیید می‌کنند، ۳۱ درصد مخالف و ۲۷ درصد نامطمئن.
در ۲۴ آوریل ۲۰۲۱، روز بزرگداشت نسل‌کشی ارامنه جو بایدن، رئیس‌جمهور ایالات متحده، در بیانیه ای که توسط کاخ سفید منتشر شد، نسل‌کشی ارامنه را «نسل‌کشی» نامید.

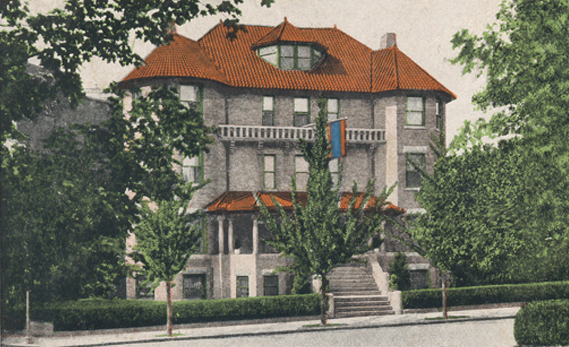
سفارت ارمنستان در واشینگتن دی سی در سال ۱۹۱۸

|                                 | ارمنستان                                                   | ایالات متحده آمریکا |
| ------------------------------- | ---------------------------------------------------------- | --- |
| پرچم                            | ارمنستان                                                   | ایالات متحده آمریکا |
| نشان ملی                        |                                                            | |
| سرود                            | مر هایرنیک                                                 | بنر ستاره دار |
| پایتخت                          | ایروان                                                     | واشینگتن، دی.سی. |
| بزرگترین شهر                    | ایروان – ۱٬۱۲۱٬۹۰۰ (۱٬۲۳۰٬۰۰۰ مترو)                        | شهر نیویورک – ۸٬۴۹۱٬۰۷۹ (۲۰٬۰۹۲٬۸۸۳ مترو) |
| ایجاد                           | ۲۸ مه ۱۹۱۸۲۱ سپتامبر ۱۹۹۱                                  | ۴ ژوئیه ۱۷۷۶ |
| دولت                            | جمهوری پارلمانی واحد                                       | جمهوری مشروطه ریاست جمهوری فدرال |
| رهبر اول                        | لوون تر-پتروسیان                                           | جرج واشینگتن |
| رهبر فعلی                       | نیکول پاشینیان (نخست‌وزیر) {{سخ}} آرمن سرکیسیان (رئیس‌جمهور) | جو بایدن (رئیس‌جمهور) {{سخ}} کامالا هریس (معاون رئیس‌جمهور) |
| زبان اصلی                       | ارمنی                                                      | انگلیسی |
| ادیان اصلی                      | ۹۹٪ مسیحیت، ۱٪ یزیدیسم                                     | ۶۸٪ مسیحیت (۴۷٪ پروتستان، ۲۱٪ کاتولیک رومی) {{سخ}} ۲۳ درصد غیر مذهبی {{سخ}} ۹ درصد دیگر |
| گروه‌های قومی                    | ۹۷٫۹٪ ارمنی‌ها، ۱٫۳٪ ایزدی‌ها، ۰٫۵٪ روس‌ها، ۰٫۳٪ دیگران       | ۷۲٫۴ درصد سفیدپوستان آمریکایی {{سخ}} ۱۲٫۶٪ آفریقایی آمریکایی {{سخ}} ۴٫۸٪ آسیایی آمریکایی {{سخ}} ۰٫۹٪ سرخپوستان آمریکایی و بومی آلاسکا {{سخ}} ۰٫۲٪ بومی هاوایی و جزایر اقیانوس آرام {{سخ}} ۶٫۲٪ دیگر {{سخ}} ۲٫۹٪ دو یا بیشتر مسابقه |
| قانون اساسی فعلی                | ۵ جولای ۹۵                                                 | ۲۱ ژوئن ۱۷۸۸ |
| حوزه                            | ۲۹٬۷۴۳ کیلومتر مربع (۱۱٬۴۸۴ مایل مربع)                     | ۹٬۶۲۹٬۰۹۱ کیلومتر مربع (۳٬۷۱۷٬۸۱۳ مایل مربع) |
| جمعیت                           | ۲٬۹۵۱٬۷۴۵                                                  | ۳۲۴٬۸۹۴٬۵۰۰ |
| تراکم جمعیت                     | 108.4/km 2 (280.7/mill مربع)                               | ۳۴٫۲ / کیلومتر 2 (13.2 / مربع مایل) |
| تولید ناخالص داخلی (اسمی)       | ۱۰٫۱۰۶ میلیارد دلار                                        | ۱۷٫۵۲۸ دلار تریلیون |
| تولید ناخالص داخلی (اسمی) سرانه | ۳۰۳۲ دلار                                                  | ۵۴۹۸۰ دلار |
| تولید ناخالص داخلی (PPP)        | ۱۷٫۹۴۱ دلار بیلیون                                         | ۱۷٫۵۲۸ دلار تریلیون |
| تولید ناخالص داخلی (PPP) سرانه  | ۱۳۶۳۸ دلار                                                 | ۵۴۹۸۰ دلار |
| محدوده‌های زمانی                 | ۱                                                          | ۹ |

## روابط تجاری

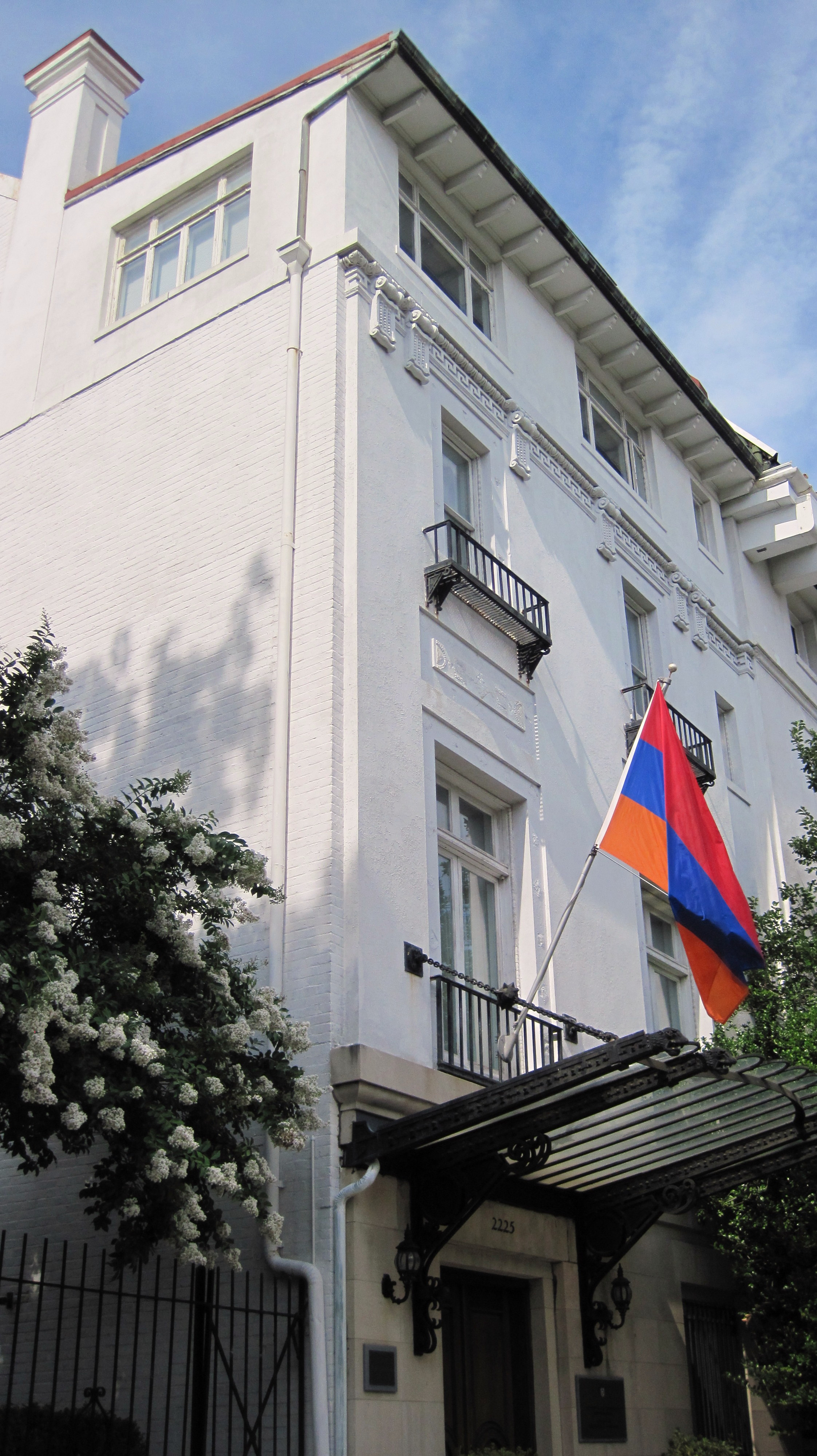
سفارت ارمنستان در واشینگتن دی سی

پس از استقلال ارمنستان از اتحاد شوروی در سال ۱۹۹۲، ایالات متحده روابط دیپلماتیک با این کشور برقرار کرد. ایالات متحده از ارمنستان در بسیاری از تلاش‌هایش مانند حل مسالمت آمیز مناقشه قره باغ کوهستانی، بازگشایی مرزهای بسته با آذربایجان و ترکیه و ارتقای رونق منطقه حمایت می‌کند. ایالات متحده موافقت نامه‌های تجاری زیادی با ارمنستان دارد، مانند توافقنامه چارچوب تجارت و سرمایه‌گذاری (TIFA) و یک توافق‌نامه در مورد روابط تجاری و یک معاهده سرمایه‌گذاری دوجانبه (BAT). ایالات متحده و ارمنستان به‌طور مکرر بر سر کارگروه مشترک اقتصادی ایالات متحده و ارمنستان (USATF) برای بحث در مورد نگرانی‌های اقتصادی و دولتی متقابل تشکیل جلسه می‌دهند.

## سفارتخانه‌ها
سفارت ایالات متحده در ایروان واقع شده‌است. سفارت ارمنستان در واشینگتن دی سی واقع شده‌است